# Gazebo
Un gazebo o glorieta és un pavelló de planta simètrica, generalment hexagonal o circular, que comunament es troba en els parcs, jardins, i en àrees públiques obertes. Els gazebo estan aïllats, coberts i oberts per tots els costats; proporcionen ombra, un abric de característiques bàsiques, funció ornamental en un paisatge, i un lloc de descans.

## Etimologia
L'origen del terme és desconegut, perquè no hi ha cognats en altres llengües europees. En l'ús original, en els jardins francesos i anglesos, la paraula apareix en anglès el 1752. Els gazebo se situaven per gaudir d'una vista, tant que d'aquesta manera s'emet la hipòtesi que la seva etimologia podria procedir del francès que c'est beau ("què bell") o del llatí macarrònic gazebo ("miraré"). No obstant això, és més probable que derivi de la paraula àrab kasbah o qasaba, mateix origen que el castellà alcazaba.

## Descripció
Dels exemples primitius de pavellons de jardí solament han sobreviscut els que van ser construïts més sòlidament. Els pavellons que una generació posterior degué anomenar "gazebo" són les "cases de jardí" a la Montacute House. Alguns gazebos en parcs públics són prou grans per a servir com a templets.
Els gazebo també poden tenir en els seus costats pantalles per protegir-se dels insectes i aquestes es poden construir de diversos materials. Alguns gazebo d'estil botiga no usen cap mena de material de construcció tradicional, sinó només pals i teles tensades, generalment niló. Mentre que ofereixen poca protecció contra els elements, proporcionen ombra juntament amb vistes en gran manera sense obstacles i han guanyat recentment popularitat a causa de la preocupació creixent pel que fa al mosquit transmissor del virus del Nil occidental.

## Galeria

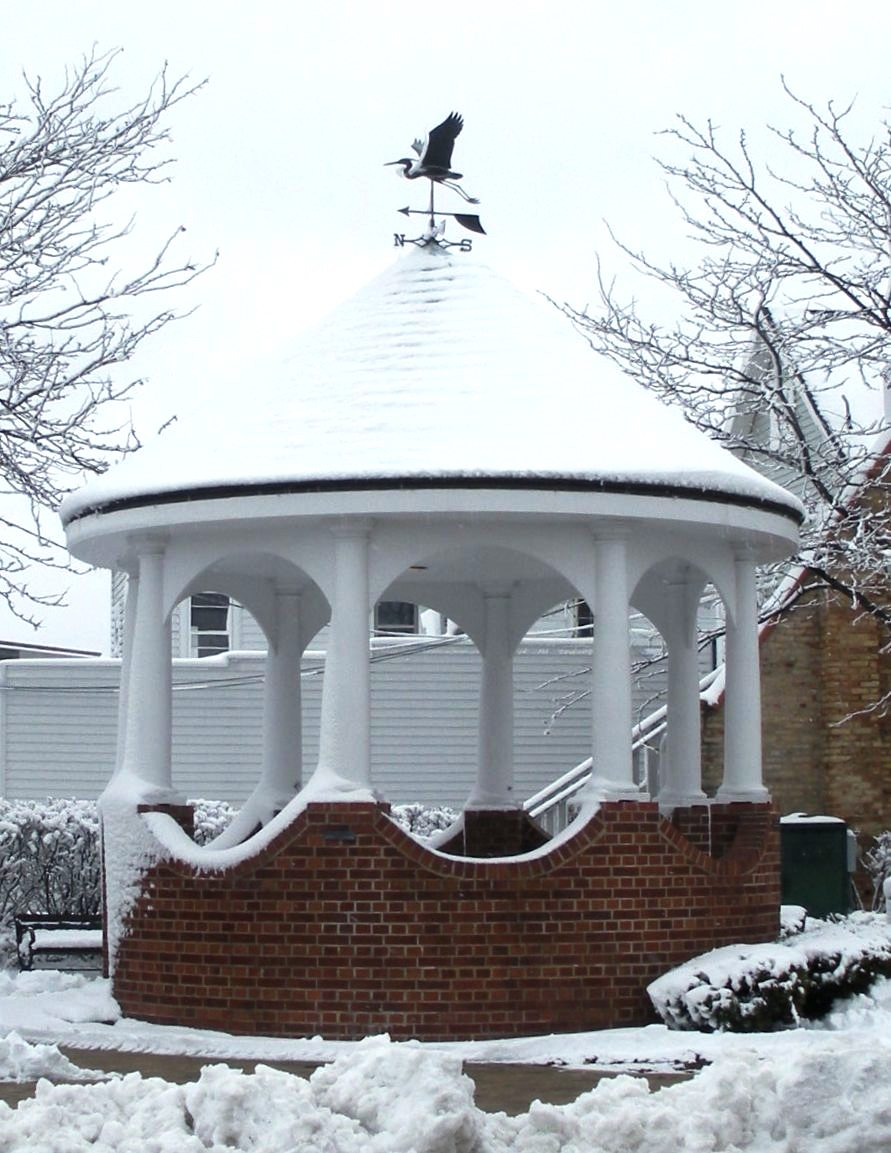
Gazebo a l'hivern, cobert d'un penell
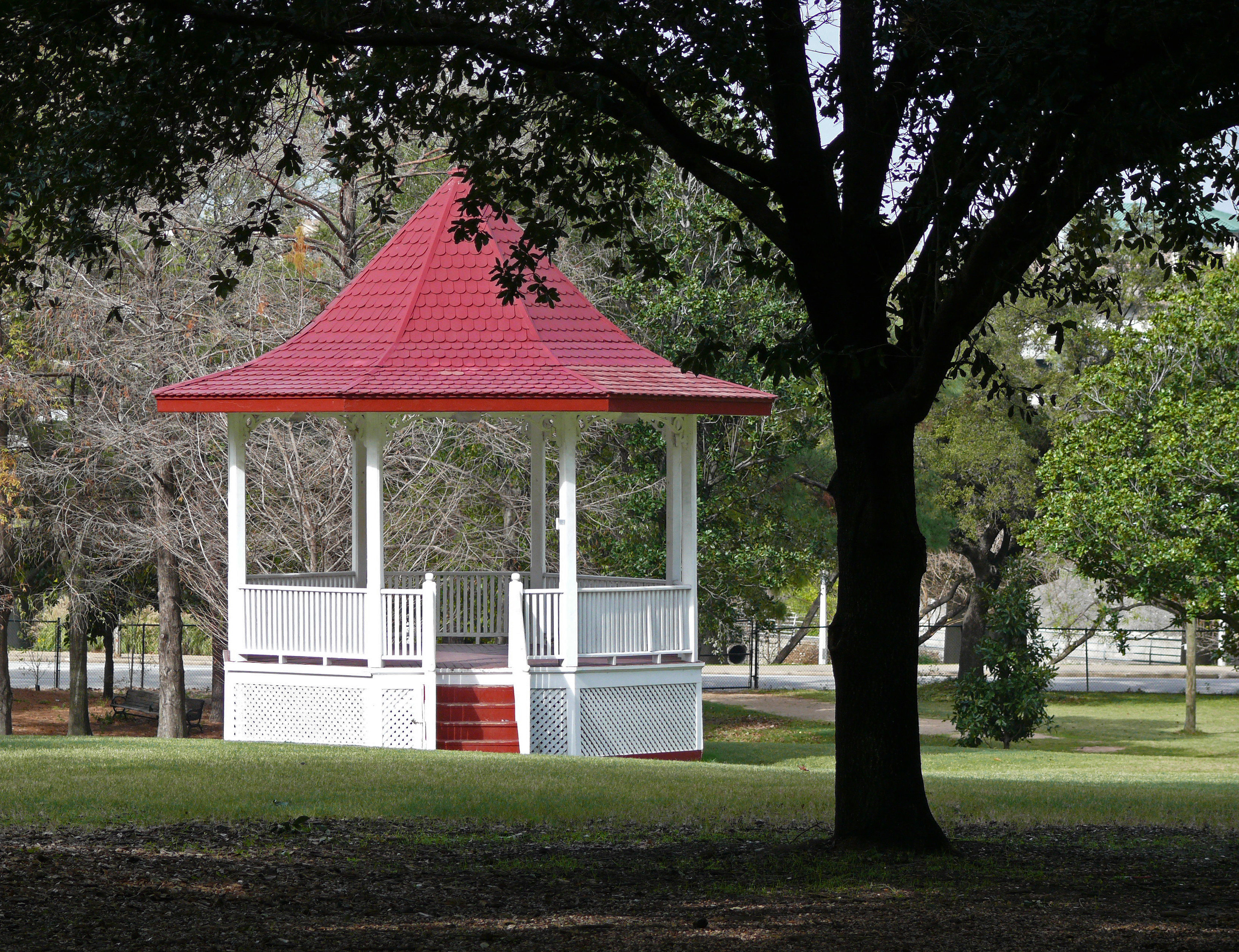
Gazebo a Sam Houston Park, Houston, Texas
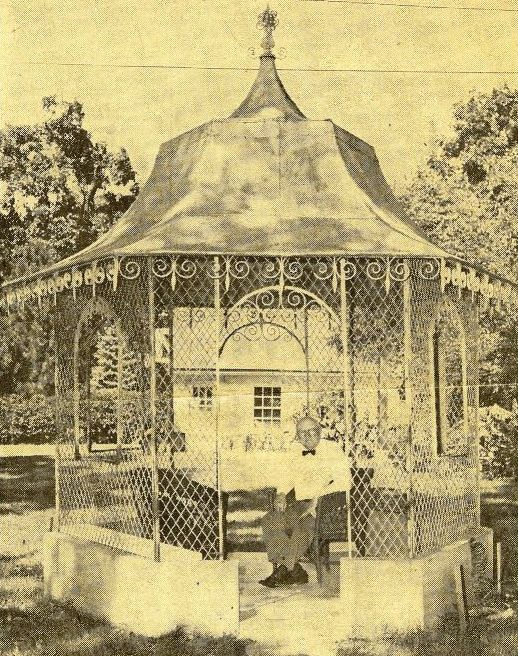
Gazebo als EUA, finals del segle XIX
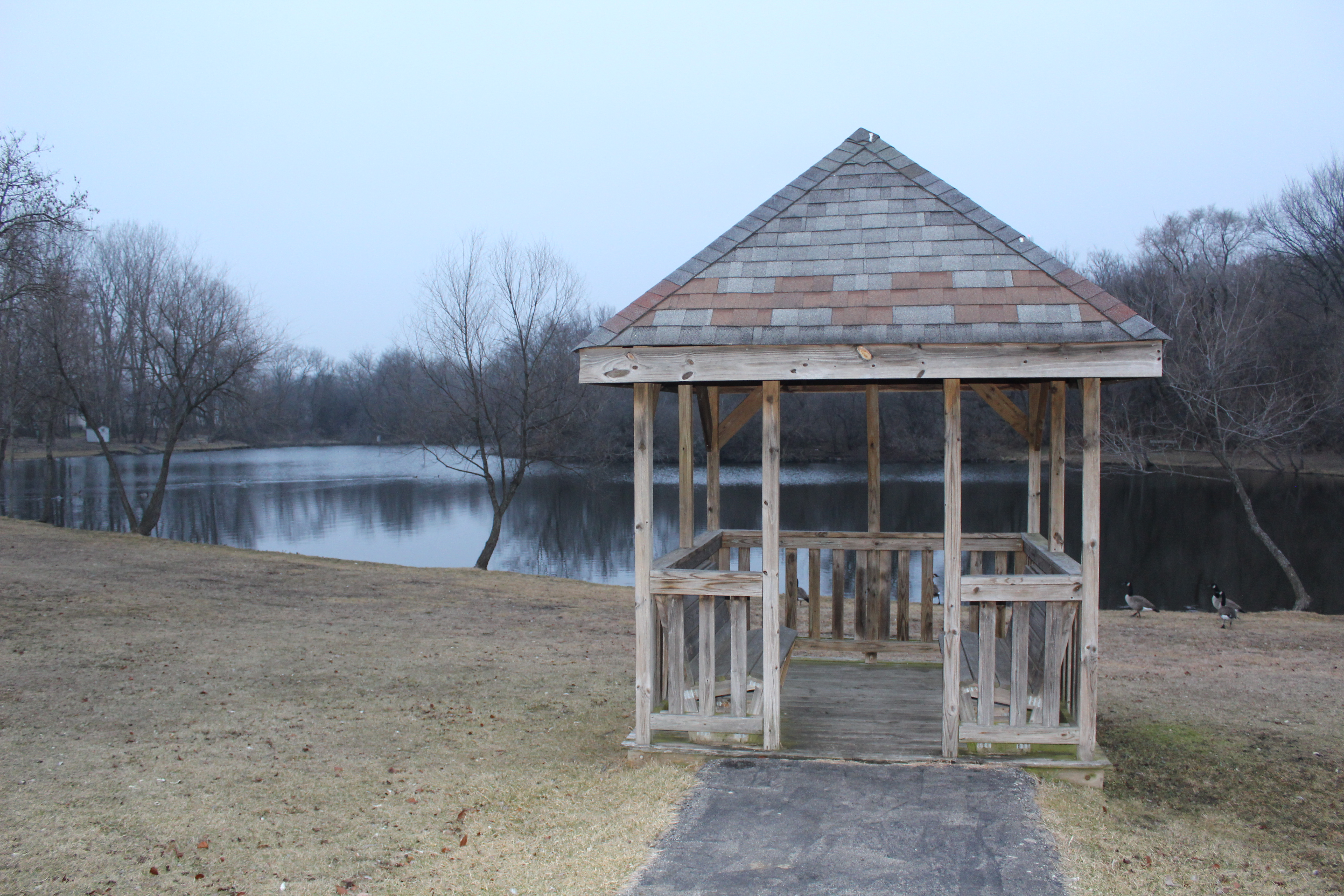
Gazebo a la intempèrie a prop d'un a lloc de pesca a Fox River Grove, Illinois
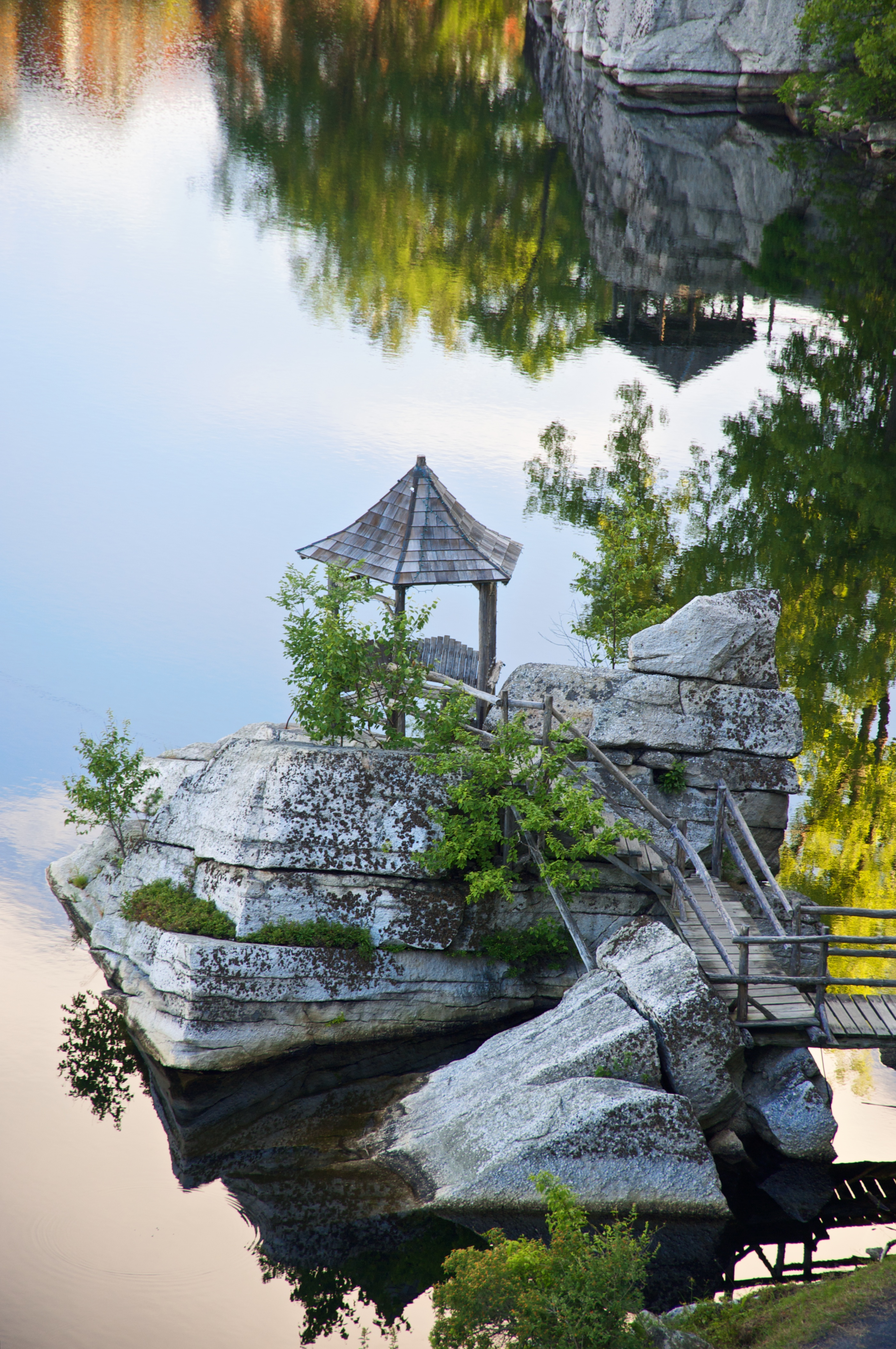
Gazebo per fer ombra durant la pesca a Lake Mohonk, Nova York
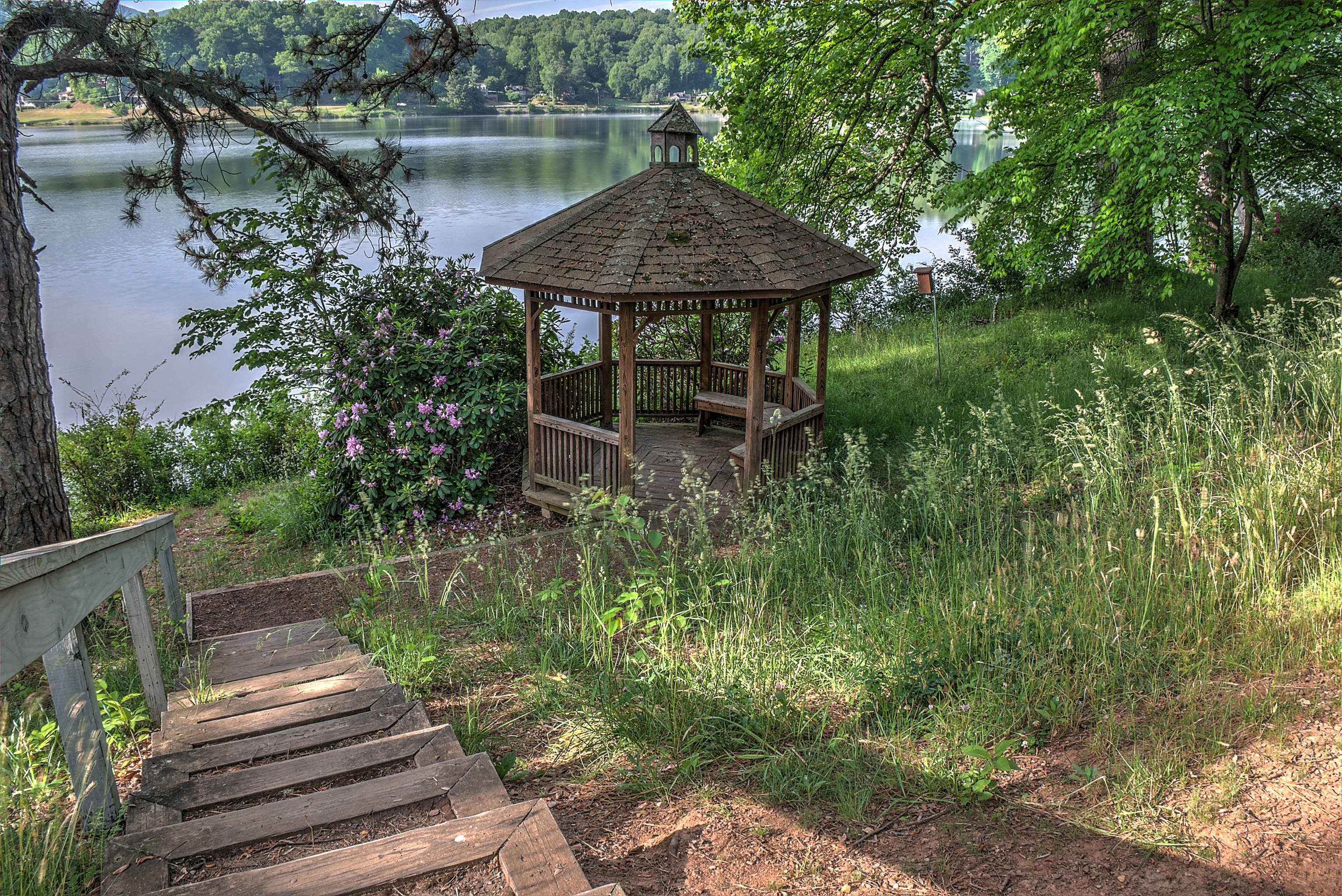
Gazebo a Lake Junaluska, North Carolina
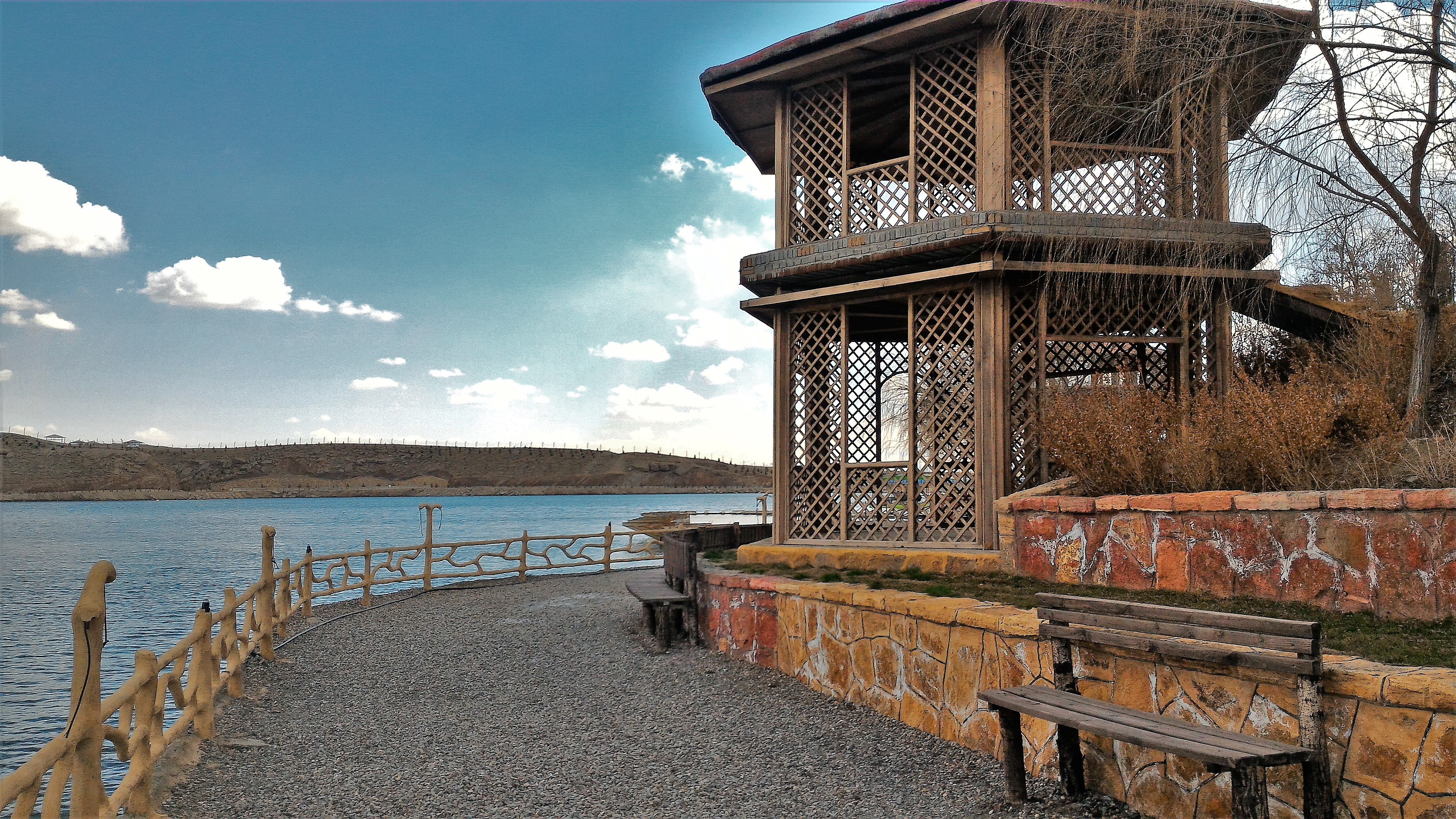
Gazebo de dues plantes a Ammand Dam, Tabriz, Iran.